# هنري و . ادواردز
هنري واغمان ادواردز (بالإنجليزية Henry Waggaman Edwards) وهو سياسي أمريكي ينتمي إلى الحزب الديمقراطي ولد هنري واغمان ادواردز في شهر تشرين الاول من سنة 1779 في مدينة نيوهيفن بولاية كونتيكت خدم ادواردز في مجلس النواب الأمريكي ما بين عامي 1819 إلى عام 1823 ثم خدم ادواردز في مجلس الشيوخ الأمريكي ما بين عامي 1823 إلى عام 1827 وخدم ادواردز بعد ذلك في مجلس شيوخ ولاية كونتيكت من عام 1828 إلى عام 1829. شغل هنري واغمان ادواردز منصب حاكم ولاية كونتيكت مرتين المرة الأولى كانت من عام 1833 إلى عام 1834 والمرة الثانية كانت من عام عام 1835 إلى عام 1838. توفي هنري واغمان ادواردز في 22 تموز من سنة 1847 في مدينة نيوهيفن.